# Чичканов, Егор Сергеевич
Егор Сергеевич Чичканов (род. 15 июня 1985, Куйбышев) — российский кинорежиссёр, сценарист, педагог и клипмейкер. Режиссёр популярных телесериалов на федеральных каналах и кассовых художественных фильмов, а также автор сценариев к ним («Ёлки новые»,  «И снова здравствуйте!», «Нина») и др.
Участник Short Film Corner Каннского фестиваля в 2015 году, лауреат многочисленных международных и российских конкурсов и фестивалей. 

## Биография
Родился 15 июня 1985 года в Куйбышеве (с 1991 года — Самара). В школьные годы обучался в Академии для одаренных детей (Наяновой) в Самаре, и уже тогда с энтузиазмом принимал участие в различных юмористических школьных программах самодеятельности. Номера под его руководством запоминались и разлетались на цитаты.  В 2002 году поступил в СПбГУП, который благополучно закончил в 2007 году (кафедра режиссуры мультимедиа факультета искусств, специализация «режиссёр мультимедиа»). С 2011 года — доцент СПбГУП, кандидат искусствоведения. Преподавал дисциплины «режиссура мультимедиа-программ», «компьютерная графика и анимация», «создание и разработка презентационных программ и мультимедиа-рекламы» и др.

### Профессиональная биография
Режиссёр театра и кино (СПбГУП, специализация — режиссёр мультимедиа).
С 2005 года занимается созданием различных видеороликов.
В 2006 году стал соавтором подкаста «НЕИЗВЕСТНЫЕ ЛЮДИ», обладателем премии за развитие русского видеоподкастинга и других наград.

### Короткометражные фильмы (2008—2016)
В 2008 году снял первую комедийную короткометражную работу «Нинжа», которая получила несколько наград короткометражных фестивалей России.
В 2010 году стал автором и ведущим импровизационного шоу для интернет-телевидения.
Защитил диссертацию по искусствоведению, получил звание доцента, стал руководителем (мастером курса) двух курсов студентов режиссуры мультимедиа.
Восемь лет преподавал в Гуманитарном Университете Профсоюзов, где получил награду как лучший молодой преподаватель университета. Вёл несколько специальностей в Санкт-Петербургском Университете Кино и Телевидения. Проводил мастер-классы в рамках различных кинособытий в Петербурге, Самаре, Вологде и др.
В марте 2020 года в рамках Северного культурного форума на открытом лектории «Культура 2.0 Zoom» прошёл паблик-ток «Профессия: Кинорежиссёр», где он показал на примере своих работ, как перейти от короткометражных фильмов к телесериалам и большому кино. В апреле 2023 года посетил с лекцией Школу Сценаристов в Саранске в качестве гостя.
Стал лауреатом международных кинофестивалей в России, Южной Корее, Нидерландах, Мексике, Германии, Румынии, Колумбии, Италии и Франции, США и других странах.
Фильм 2014 года «Должностные обязанности» стал участником Short Film Corner Каннского кинофестиваля, участником одного из самых крупных азиатских фестивалей короткометражного кино Asiana Short Film Festival (Сеул, Южная Корея) и получил множество других наград.
Фильмы «Ты идёшь или нет?» и «Все остальные вещи» стали участниками более 40 российских и международных фестивалей и получили призы за режиссуру, лучший сценарий, актёрские работы. За это время он стал автором более 300 различный короткометражных работ — от фильмов и клипов до сюжетов для ТВ и интернета, корпоративных фильмов, рекламных роликов и вирусных видео.

### «Ёлки»
В конце 2016 года был запущен и успешно проведён краудфандинговый проект по сбору средств на съёмки короткометражного фильма «Не в форме». В нём приняло участие несколько звёздных актёров: Юлия Топольницкая, Ирина Чеснокова, Андрей Носков, Илья Носков, Егор Сесарев и другие. Лента приняла участие в российских и зарубежных фестивалях и была отмечена специальным призом жюри на фестивале в Будапеште. Фильм вышел во всероссийский прокат как участник киноальманаха «Русское краткое. Выпуск 1».
В 2016 году принял участие в сценарной мастерской комедии кинокомпании «Bazelevs», организованной Тимуром Бекмамбетовым и Жорой Крыжовниковым. По окончании мастерской был приглашён в качестве автора сценария фильма-альманаха «Ёлки новые» , где принял участие в написании всех новелл. Также принял участие в проекте в качестве режиссёра второго юнита. В прокате фильм собрал более 900 миллионов рублей. В дальнейшем стал ведущим автором сценария следующего фильма франшизы «Ёлки последние» под руководством Жоры Крыжовникова.
В 2018 году входил в состав жюри VII Международного кинофестиваля короткометражных фильмов о детях и молодёжи «ГАЛАКТИКА 35 ММ» вместе с Алиакпером Али-Гейдар Оглы Гасан-Заде, режиссёром Алексеем Ведерниковым и кинокритиком, доцентом кафедры драматургии и киноведения Санкт-Петербургского университета кино и телевидения, членом международного жюри FIPRESCI Викторией Смирновой.

### Досъёмки и трейлеры
Был режиссёром досъёмок телесериала «Филатов» на телеканале «СТС».
Режиссёр монтажа трейлеров к фильмам и телесериалам, таким, как «Пионеры-герои», «Мой убийца», «Человек из будущего», «Язычники», «Гив ми либерти», «Sheena667», «Happy end», «Балет» и многим другим.
Финалист сценарных конкурсов от Яндекса и Disney.

### 2021—2023
Автор сценария и режиссёр веб-сериала «Изи катка» (первый сезон, 2021 год).
Соавтор сценария фильма «Рашн Юг» и телесериала «Совершенно летние» для телеканала «СТС» (2021).
Хэдрайтер телесериала «Нина» для телеканала «ТНТ».
Автор сценария и режиссёр двух сезонов телесериала «И снова здравствуйте!» для IVI. В марте 2023 стало известно о продлении проекта на третий сезон. Выход ожидается 19 апреля 2024 года. 22 мая 2023 года первый сезон вышел на телеканале «ТНТ».
Соавтор сценария телесериала «Лада Голд»(в разработке, выход запланирован на 2023 год в интернет-кинотеатрах), автор сценария и режиссёр нескольких эфирных телесериалов и проектов для стриминговых платформ, находящихся в разработке.

## Фильмография

### Режиссёр

#### Короткометражки (режиссёр, автор сценария)
- 2008 — «Нинжа»
- 2010 — «The Dance»
- 2011 — «8 часов»
- 2013 — «Лучший друг»
- 2014 — «Должностные обязанности»
- 2015 — «Ты идёшь или нет?»
- 2016 — «Все остальные вещи»
- 2018 — «Не в форме»

#### Полнометражный фильм
- 2024 — «Ёлки 11»

#### Телесериалы
- 2021 — «Изи катка» — режиссёр, соавтор сценария
- 2022 — «И снова здравствуйте!» — режиссёр, автор сценария
- 2022 — «Нина» — один из режиссёров, соавтор сценария

#### Только сценарист
- 2017 — «Ёлки новые» — соавтор сценария
- 2018 — «Ёлки последние» — соавтор сценария
- 2021 — «Рашн Юг» — соавтор сценария
- 2021 — «Совершенно летние» — соавтор сценария
- 2023 — «Лада Голд» — соавтор сценария

#### Прочее
- 2019 — «Филатов» — режиссёр дополнительных съёмок